# Mariano Castillo y Ocsiero

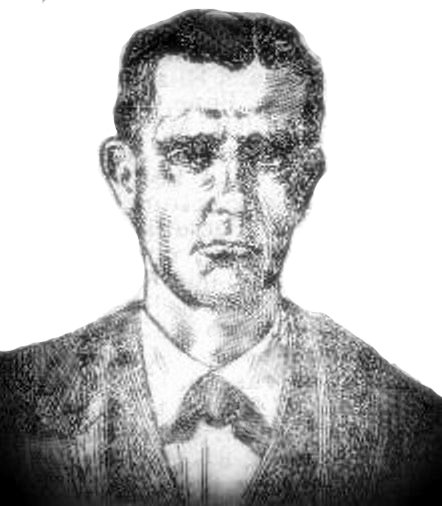
Mariano Castillo

Mariano Castillo y Ocsiero (Villamayor de Gállego, España, 2 de agosto de 1821-Villamayor de Gállego, abril de 1875) fue un astrólogo español famoso por haber publicado las primeras ediciones de El Firmamento en el año 1840, posteriormente más conocido por Calendario Zaragozano (denominado Zaragozano en honor del astrónomo aragonés Victoriano Zaragozano). Las ediciones de este almanaque poseen siempre el retrato de su autor, dicha publicación perdura desde 1840.
Desarrolló toda su carrera profesional en Zaragoza. Cuando sintió que se acercaba la hora de su muerte, pidió a su mujer que lo llevara a casa, donde falleció, después de predecir una granizada que asoló los alrededores. En el cementerio de Villamayor de Gállego se encuentra una lápida recordatoria de Mariano Castillo.